# Bozüyük
Bozüyük là một huyện thuộc tỉnh Bilecik, Thổ Nhĩ Kỳ. Huyện có diện tích 854 km² và dân số thời điểm năm 2007 là 64514 người, mật độ 76 người/km².